# Седна (мифология)
В эскимосской и чукотской мифологии Седна (на инуктитуте Санна, Самна — 'тот нижний', 'тот под чем-либо') — великий дух, возможно, богиня, хозяйка морских животных, особенно млекопитающих (тюлени, моржи и т. п.). Живёт в Адливуне, эскимосском царстве мёртвых, и управляет им. Часто является мифической создательницей или разрушительницей всего сущего. Под разными именами встречается почти у всех групп эскимосов. Известна также как Арнакуагсак, или Арнаркуагссак (Гренландия) и Нерривик, или Нулиаюк (Аляска). Хотя Седна, как иногда считается, господствует над арктической частью Канады, под другими именами она известна среди многих племён эскимосов. Одним из примеров этого является Арнапкапфаалук (большая плохая женщина) медных эскимосов из района залива Коронейшен. Перечень из более двадцати таких «владычиц моря» приводят в своей книге З. Нунгат и Е. Арима. Лингвистический анализ названий этих мифических персонажей показывает, что это не личные имена, а слова пространственно-указательной ориентации (кроме Седны существует Кавна 'та внизу', Агналук Таканналук 'женщина нижняя', Арнаркуагсак 'старая женщина из моря') или характеристики персонажей по каким-либо внешним или качественным признакам (кроме упоминавшейся Арнапкапфаалук (Агнакапсаалук) это, например, негивик (ныгывик) 'мясное блюдо, место для мяса').
Согласно одному из мифов, Седна, подобно ундине, была дочерью бога-создателя Ангуты и его женой. Она была такой большой и прожорливой, что ела всё, что находила в родительском доме, и даже сгрызла одну из рук отца, пока тот спал. Согласно другим версиям мифа, она взяла себе в мужья пса.
Ангута так рассердился, что выбросил её из каноэ. Она уцепилась за его борта, но Ангута обрубил её пальцы один за другим. Она утонула и попала в царство мертвых, став владычицей глубоководных чудовищ, а её огромные пальцы стали тюленями, морскими львами и китами, на которых охотятся эскимосы.
Другие мифы утверждают, что Седна была красивой целомудренной девушкой, невинно завлечённой замуж злобным птичьим духом. Когда отец попытался спасти её, дух разозлился и вызвал ужасный шторм, угрожавший уничтожить его людей. В отчаянии отец бросил свою дочь в бушующее море.
Различные легенды дают разные объяснения её смерти от рук отца. Иногда она невинная жертва, иногда оказывается, что она заслуживает наказания за жадность или какой-нибудь плохой поступок. Однако все истории сходятся на том, что она сошла в глубины океана и стала владычицей морских существ. Так или иначе, она стала жизненно важным божеством, истово почитаемым охотниками, зависящими в добывании пищи от её доброй воли.
Согласно одной из легенд, Седна родила от мужа-пса десятерых детей: пятеро были собаками и пятеро — наполовину собаками, наполовину людьми (адлет). Дети-собаки позднее попали в Европу и стали предками европейцев, а адлеты попали в Америку и стали предками индейцев.
Её именем был назван транснептуновый объект Седна, открытый Майклом Брауном (Калифорнийский технологический институт), Чедом Трухильо (Обсерватория Джемини) и Дэвидом Рабиновичем (Йельский университет) 14 ноября 2003 г.

## Отражение в культуре
- В её честь названы обособленный транснептуновый объект (90377) Седна, равнина Седны и холмы Нулиаюк на Венере.

- В первом томе книги американского полярного исследователя Роберта Пири «По большому льду», вышедшем в 1898 году, его эскимосская возлюбленная Аллакасингва (Alakahsingwah) запечатлена на фотографии обнажённой в образе Седны (Mother of the seals)[4][5].

- Во вставной новелле «Квикверн» из «Второй Книги джунглей» Р. Киплинга Седна выступает в качестве владычицы загробного мира:

«Седна — властительница подземного мира, и инуит верит, что каждый умерший должен целый год пробыть в её ужасной стране и только после этого может попасть в квадлипармиут, счастливое место, где никогда не бывает мороза и толстые северные олени прибегают на зов людей…»
.
- В историко-фантастическом романе американского писателя Дэна Симмонса «Террор» (2007), посвященном гибели арктической экспедиции Джона Франклина 1845-1848 годов, богиня Седна (Арнакуагсак) покровительствует главной героине — эскимоске Безмолвной — спасающей одного из лидеров британских полярников — капитана Фрэнсиса Крозье.

- В мультфильме «Сарила: Затерянная земля[англ.]» (2013) богиня Седна изображена в виде русалки[7].
- Седна является неигровым персонажем в видеоигре Fear Effect Sedna (2018), чей сюжет в значительной степени опирается на мифологию эскимосов.